# 小宮隆太郎
小宮 隆太郎（こみや りゅうたろう、旧字体：小宮 隆太郞、1928年（昭和3年）11月30日 - 2022年（令和4年）10月31日）は、日本の経済学者。位階は従三位。東京大学名誉教授・青山学院大学名誉教授。国際経済学、日本経済、中国経済の3つの分野での実証的な研究を行った業績で知られる。また、多くの日本の経済論争に中心人物としてかかわっている。2002年、文化勲章受章。

## 経歴
1928年11月30日、京都市で生まれる。父は京都大学電気工学科出身の日立製作所に勤めるエンジニアであった。小学生のときに父親の転勤で東京都大森へ転居。旧制東京高等学校を経て、1949年に東京大学へ入学し、木村健康ゼミへ入る。当時の東京大学経済学部ではマルクス経済学が主流で、木村ゼミは少数派の近代経済学だった。1952年経済学部を首席で卒業。卒業式で答辞を読み上げる。その後、大学院特別研究員として数理経済学の産業連関分析やゲームの理論を学び、1955年に東京大学助教授として採用される。
1956年から3年間、奨学金をもらいアメリカへ留学。1957年にはハーバード大学経済研究所員となり、ワシリー・レオンチェフのもとで産業連関分析などの実証研究を行った。それとともに、身近な経済問題を経済学の理論に基づいて考える大切さや、論文の書き方、そして師弟も学業が終われば対等であると学んだことを留学の成果としている。また、留学中に都留重人や篠原三代平、チャールズ・キンドルバーガー、ヤン・ティンバーゲン、ジョージ・ダンツィグらと交流している。
その後、1964年から1965年にかけてスタンフォード大学客員教授を務めたあと、1969年から東京大学経済学部教授に就任し、1989年の60歳定年まで務めた。その間、多くの学者や官僚、政治家をゼミから輩出している。また、経済学部長および総長特別補佐を歴任した。
| 名前       | 経歴                                                                                                   | 生年 |
| ---------- | --- | ---- |
| 中馬弘毅   | 元衆議院議員、自治政務次官、運輸総括政務次官、行政改革担当大臣兼規制改革担当大臣兼構造改革特区担当大臣 | 1936 |
| 三村明夫   | 元新日本製鐵社長、日本経団連副会長                                                                     | 1940 |
| 斎藤精一郎 | 経済学者、NTTデータ経営研究所所長、千葉商科大学名誉教授                                                | 1940 |
| 榊原英資   | 経済学者、元早稲田大学教授。元大蔵省財務官                                                             | 1941 |
| 薄井信明   | 元国民生活金融公庫総裁、大蔵省事務次官、国税庁長官、主税局長、大臣官房審議官（主税局担当）             | 1941 |
| 竹島一彦   | 元公正取引委員会委員長、内閣官房副長官補、大蔵省国税庁長官、経済企画庁長官官房長、大臣官房総務審議官   | 1941 |
| 岩田規久男 | 経済学者、元学習院大学教授、日本銀行副総裁                                                             | 1942 |
| 八代尚宏   | 経済学者、国際基督教大学客員教授                                                                       | 1946 |
| 岩井克人   | 経済学者、国際基督教大学客員教授、東京大学名誉教授                                                     | 1947 |
| 石川経夫   | 経済学者、元東京大学教授                                                                               | 1947 |
| 三輪芳朗   | 経済学者、大阪学院大学教授、元東京大学教授                                                             | 1948 |
| 山本幸三   | 衆議院議員、大蔵官僚、元地方創生担当大臣                                                               | 1948 |
| 須田美矢子 | 経済学者、甲南大学特別客員教授。元日本銀行政策委員会委員                                               | 1948 |
| 白川方明   | 元日本銀行総裁                                                                                         | 1949 |
| 太田房江   | 元大阪府知事                                                                                           | 1951 |
| 中曽宏     | 株式会社大和総研理事長、元日本銀副総裁、同理事                                                         | 1952 |
| 小田原潔   | 衆議院議員                                                                                             | 1964 |
| 田島麻衣子 | 参議院議員                                                                                             | 1976 |

1989年からは青山学院大学国際政治経済学部教授に就任し、2004年の75歳定年まで務めた。1988年から1997年には、通商産業省通商産業研究所長を兼任した。
1990年に日本学士院会員に。1996年に文化功労者になり、2002年に文化勲章を授与される。
経済学者の鈴村興太郎らは、戦後日本における近代経済学の発展に多大な貢献をし、国際経済学理論は国際的に高く評価されているほか、近代経済学の理論をもとに日本経済に関する幅広い分野を実証的に研究している、と小宮を評価している。
また、小宮隆太郎（国際経済学）、宇沢弘文（数理経済学）、根岸隆（経済理論）らは、東大経済を代表する"巨匠"に度々その名を挙げられる。
2022年10月31日、老衰のため死去。93歳没。死没日付をもって従三位に叙された。

## 小宮の関わった論争

### 「昭和48,49年のインフレーション」 〜1970年代〜
今日まで続く、標準的経済学と日銀理論の相克（マネーサプライ論争）の元祖とも言うべきもので、1973年-1974年にかけての日本経済の狂乱物価の原因をめぐって争われた。この狂乱物価の原因について、世間の認識としては第1次石油危機によって生じたとするのが一般的だが、経済学界においては、上記の原因に加えて、田中角栄内閣による金融緩和圧力を受けた日銀が、マネーを過剰に供給しすぎたことに由来すると考える向きが多い（それ以外に、相場制の激変期に際して日銀が円高圧力を吸収しようとしたことが過剰流動性を生んだとする考え方もある）。日銀によるマネーサプライ管理の有責性が問われた中で、そもそもの話としてマネタリーベースの操作性を否定しようとする日銀に対し、「日銀はその操作を通じてマネーサプライを適正な伸びに抑えるべき」との主張が小宮や堀内昭義によってなされた。結局、日本銀行側はマネタリーベースの操作性を公には認めなかったが、1970年代後半-1980年代前半の安定成長期においては、マネーサプライの管理にも一定の配慮をしていたものと思われる。しかし、1980年代後半のバブル経済進行の過程において、再びマネーサプライの管理は忘れ去られ、その点をめぐって90年代前半には、岩田規久男ら経済学者と翁邦雄ら日銀官僚との間で大論争が巻き起こることになった。

### 「産業政策の是非」 〜1980年代〜
戦後、通産省を中心として実施されてきた産業政策の有効性をめぐる議論。1980年代は日本が最も輝いていた時代であり、欧米各国が石油危機等で苦しみ、発展途上国は相変わらず貧しい国がほとんどという状況下で、戦後、劇的な経済成長を遂げ、この当時も安定成長を続けていた日本経済は、世界の賞賛の的であった。治安は良く、国民は勤勉であり、比較的平等な社会を実現し（社会主義国では不平等が広がっていた）、次々と新たな技術・製品を生み出し続けていた当時の日本（もしくは日本のシステム）を、世界各国はこぞって比較研究の対象とした。青木昌彦らによる比較制度分析も、こうした日本の異質性の解剖という時代文脈から生まれてきたと言ってよい。そして当時、そのような日本型システム（いわゆる「Ｊシステム」）の核と見られていたのが、東京大学法学部出身者を中心に構成されたエリート集団である日本官僚制によるさまざまな計画・指導の下で経済が動いているという物語であった。官僚機構の各種行政指導の中でも、極めて高い注目を集めたのが、大蔵省による金融行政と、通産省による産業政策であり、これらは内外の多くの識者（取り分け、保守系の評論家）から好意的に受け取られていた（村上泰亮の「開発主義」等）。このような状況下において、小宮らは、産業政策が果たした役割について、実は必ずしも望ましいものとは言えなかったという主張した。これは当時の経済成長はキャッチアップと人口移動・人口増加によるものに過ぎず、その恩恵がなくなって以降にあらわとなった産業政策の無意味さを早くから指摘したものであった。

### 「日米貿易摩擦」 〜1980年代後半から1990年代半ば〜
1980年代-1990年代前半にかけて、日米間で最も懸案となっていたのが貿易摩擦である（日米貿易摩擦）。自動車・半導体に代表される日本製品の集中豪雨的な輸出に対し、双子の赤字に苦しむアメリカ側からは不満が噴出していた。一部の論者（「前川リポート」等）からは、「日本の経済構造の閉鎖性が莫大な貿易黒字を生んでいる」といった主張がなされ、日本の内需拡大・市場開放を求める圧力が年々強まっていた。そのような状況下において、小宮は、「アメリカの貿易赤字の主因はその貯蓄率の低さと財政赤字の多大さにある」というISバランス論を唱え、アメリカ政府の不穏当な圧力（経済制裁）を批判した。さらに小宮は、アメリカが円高圧力を強めてくるに際して、「円高によって、一時的に対日貿易赤字を減らせたとしても、一般均衡論的に解釈するならば、その分だけ日本のGDPが縮減され、ひいては円が切り下がることとなるので、結局のところ、当初の目的（対日貿易赤字縮小）を達成することは出来ない」と主張し、アメリカの政策の非論理性を明らかにした。また、日本の貿易黒字を悪と捉える風潮に対しても、小宮は「日本の貿易黒字の大部分は、海外に再投資されており（=資本赤字）、外国経済の振興に役立っている」とする「黒字有用論」を展開した。最後に小宮は、そもそもの話として、「アメリカのような経済大国が貿易赤字に一喜一憂するのがナンセンス」とし、その例証として、戦後長らく貿易赤字国でありながら、今なお一流先進国であり続けるカナダの存在を挙げた。要するに、「貿易=国際間における資源配分の最適化」という観点から、「貿易赤字=国家の衰亡」と捉える解釈は無意味であると主張した。

### 「日本の教育問題」 〜1990年代終盤〜
文部省によるゆとり教育の推進の中で、多くの識者から「日本の教育水準はそれで維持出来るのか」という問題提起がなされた1990年代終盤。そんな中、小宮と森嶋通夫の間で日本の教育についての論争が繰り広げられた。日本人（取り分け、東大生を始めとするエリート層）の学力低下を問題視する森嶋に対し、小宮は東大の同窓会誌の中で「今、私が教えている青山学院大学の学生の方が、数十年前の東大生よりも余程、難解な経済学を理解している」という主旨の主張を行った。
小宮は、戦前教育を受けた科学者に比べて、その後の日本の科学者の方が世界的な研究に貢献する業績を多く残しており、日本の教育システムが劣っているとする材料は無いとしている。

### 「ゼロ金利政策・量的緩和を巡る論争」 〜2000年前後〜
1990年代末の日本経済の危機的経済状況の下で、日本銀行に対して非伝統的な金融政策（ゼロ金利政策・量的緩和）の導入を求める声が、内外の経済学者を中心に挙がった。日本銀行は、これらの政策提案について極めて消極的な対応を取ったのだが、そうした姿勢に対して、リフレーションを主張する陣営から手厳しい批判が加えられた。非伝統的な金融政策は、1990年代末の危機的経済状況に対して有効な処方箋になりうるのかどうかという点について、欧米の経済学者を巻き込んだ経済論争が行われた。日本では浜田宏一や岩田規久男、原田泰らがリフレーション政策を主張した一方で、翁邦雄ら日銀官僚や小宮、堀内昭義らは日銀擁護の論陣を張った。
岩田規久男の「期待を変化させる金融政策」について、小宮は「期待の変化が波及するルートが不明である」と指摘している。小宮は「『ゼロ金利』下でマネタリーベースを増やした場合、どういったメカニズムでマネーサプライが増えるかという金融政策の『波及課程』をほとんどの論者が説明していない」と指摘している。小宮は「複雑な経済を2本の方程式で表現することは不可能である」「歴史から経済学的なインプリケーションを求めるのは間違いである」と述べている。

## 著書

### 単著
- 『アメリカン・ライフ』（岩波書店［岩波新書］、1961年）
- 『ヨーロッパ経済の旅――国際化時代の経済と経営』（中央公論社［中公新書］、1968年）
- 『国際経済学研究』（岩波書店、1975年）
- 『現代日本経済研究』（東京大学出版会、1975年）
- 『ジョーン・ロビンソン『現代経済学』の解剖――批判的コンメンタール』（日本経済新聞社、1979年）
- 『現代日本経済――マクロ的展開と国際経済関係』（東京大学出版会、1988年）
- 『現代中国経済――日中の比較考察』（東京大学出版会、1989年）
- The Japanese Economy: Trade, Industry, and Government, (University of Tokyo Press, 1990).
- 『貿易黒字・赤字の経済学――日米摩擦の愚かさ』（東洋経済新報社、1994年）
- 『日本の産業・貿易の経済分析』（東洋経済新報社、1999年）
- 『経済学 我が歩み――学者として教師として』（シリーズ「自伝」：ミネルヴァ書房、2013年）

### 共著
- （館龍一郎・新飯田宏）『日本の物価問題』（東洋経済新報社、1964年）
- （館龍一郎）『経済政策の理論』（勁草書房、1964年）
- （天野明弘）『現代経済学（8）国際経済学』（岩波書店、1972年）
- （岩田規久男）『企業金融の理論――資本コストと財務政策』（日本経済新聞社、1973年）
- （須田美矢子）『現代国際金融論――理論・歴史・政策　理論編』（日本経済新聞社、1983年）
- （須田美矢子）『現代国際金融論――理論・歴史・政策　歴史・政策編』（日本経済新聞社、1983年）
- Japan's Foreign Exchange Policy, 1971-1982 with Miyako Suda, translated by Colin McKenzie (Allen & Unwin, 1991).

### 編著
- 『戦後日本の経済成長――東京経済研究センター主催第1回コンファレンス議事録』（岩波書店、1963年）

Postwar Economic Growth in Japan: selected Papers of the first Conference of the Tokyo Economic Research Center, translated by Robert S. Ozaki. (University of California Press, 1966).

### 共編著
- （館龍一郎・鈴木淑夫）『国債管理と金融政策』（日本経済新聞社、1968年）
- （大塚久雄・岡野行秀）『地域経済と交通』（東京大学出版会、1971年）
- （小島清）『日本の非関税障壁』（日本経済新聞社、1972年）
- （佐伯尚美）『日本の土地問題』（東京大学出版会、1972年）
- （澄田智・渡辺康）『多国籍企業の実態――外務省多国籍企業調査団報告書』（日本経済新聞社、1972年）
- （菅野和夫）『公共部門の争議権』（東京大学出版会、1977年）
- （奥野正寛・鈴村興太郎）『日本の産業政策』（東京大学出版会、1984年）

Industrial Policy of Japan, co-edited with Masahiro Okuno and Kotaro Suzumura, translated under the supervision of Kazuo Sato (Academic Press, 1988).
- （館龍一郎・宇沢弘文）『中国経済あすへの課題』（東洋経済新報社、1984年）
- （通商産業省通商産業研究所）『国際化する企業と世界経済』（東洋経済新報社、1989年）
- （今井賢一）『日本の企業』（東京大学出版会、1989年）

Business Enterprise in Japan: Views of leading Japanese Economists co-edited with Kenichi Imai, translation edited and introduced by Ronald Dore and Hugh Whittaker (MIT Press, 1994).
- （横堀恵一・中田哲雄）『世界貿易体制――ウルグアイ・ラウンドと通商政策』（東洋経済新報社、1990年）
- （米村紀幸）『ヨーロッパ統合と改革の行方』（東洋経済新報社、1993年）
- （山田豊）『東アジアの経済発展――成長はどこまで持続するか』（東洋経済新報社、1996年）
- 『21世紀に向かう日本経済――人口・国際環境・産業・技術』（東洋経済新報社、1997年）
- （奥野正寛）『日本経済21世紀への課題』（東洋経済新報社、1998年）
- （日本経済研究センター）『金融政策論議の争点――日銀批判とその反論』（日本経済新聞社、2002年）

### 翻訳
- ウィリアム・W・クーパー、A・ヘンダーソン、エイブラハム・チャーンズ『リニヤープログラミング入門』（パトリア書店、1960年／勁草書房、1964年）
- ジェイムズ・M・ヘンダーソン、リチャード・E・クォント『現代経済学――価格分析の理論』（創文社、1961年／増訂版・兼光秀郎共訳、1984年）
- クリストファー・レイトン、ピエール・ユーリ『現代の国際投資――アメリカ企業の欧州進出』（岩波書店、1969年）
- ジョージ・ボール編『多国籍企業――その政治経済学』（日本経済新聞社、1976年）
- 『世界インフレと失業の克服――OECDマクラッケン・レポート』（赤尾信敏共訳、日本経済新聞社、1978年）

## 主要論文
- “A Note on Professor Mahalanobis' Model of Indian Economic Planning”, Review of Economics and Statistics, Vol. 41, No. 1 (February 1959)
- “Technological Progress and the Production Function in the United States Steam Power Industry”, Review of Economics and Statistics, Vol. 44, No. 2 (May 1962)
- “Non-Traded Goods and the Pure Theory of International Trade”, International Economic Review, Vol. 8, No. 2 (June 1967)
- “Economic Growth and the Balance of Payments: A Monetary Approach”, Journal of Political Economy, Vol. 77, No. 1 (January/February1969)
- 「フロート制の回顧と為替理論の展望」『季刊理論経済学』第35巻第1号（1984年）JOI:JST.Journalarchive/economics1950/35.1
- 「国際経済関係の枠組み――WTO=IMF体制の概観」『日本學士院紀要』第55巻第3号（2001年）doi:10.2183/tja1948.55.131
- 「通貨危機と為替投機――概観と若干の論評」『日本學士院紀要』第60巻第3号（2006年）doi:10.2183/tja1948.60.165